# Pittsburgh Cannons
O Pittsburgh Canons foi um clube  americano de futebol com sede em Pittsburgh, Pensilvânia, que era membro da American Soccer League durante a temporada de 1972.

## História
A franquia foi concedida pela ASL no início de junho de 1972, e foi formada em grande parte por jogadores do clube Canonsburg Maggis que jogou na liga amadora Keystone Soccer League. O presidente da equipe era James T. Maggi, com Scotty Foley servindo como técnico e gerente geral. Sem perceber que as raízes da equipe estavam no bairro de Canonsburg, os jornais de fora da cidade frequentemente escreviam incorretamente seu apelido como "Cannons". 